# Rechelle Hawkes
Rechelle Margaret Hawkes  (ur. 30 maja 1967 w Albany) – australijska hokeistka na trawie, trzykrotna złota medalistka olimpijska.
Występowała w pomocy. Z reprezentacją Australii brała udział w czterech igrzyskach (IO 88, IO 92, IO 96, IO 00), na trzech – w 1988, 1996 i 2000 – zdobywała złote medale.  Z kadrą brała udział m.in. w mistrzostwach świata w 1990 (drugie miejsce), 1994 (tytuł mistrzowski) i 1998 (tytuł mistrzowski), Commonwealth Games w 1998 (złoto) oraz kilku turniejach Champions Trophy (zwycięstwa w 1991, 1993, 1995, 1997, 1999). Łącznie w kadrze w latach 1985-2000 rozegrała ponad 250 spotkań, pełniła funkcję kapitana zespołu.
W 2000 roku składała ślubowanie olimpijskie w imieniu zawodników podczas ceremonii otwarcia igrzysk olimpijskich.